# اوکوتوکیا
اوکوتوکیا (نام علمی: ') نام یک سرده از راسته پرنده‌کفلان است.